# Diurnea
Diurnea is een geslacht van vlinders uit de familie van de kortvleugelmotten (Chimabachidae). De vrouwtjes van vlinders uit dit geslacht kunnen niet vliegen.

## Soorten
- Diurnea fagella (Denis & Schiffermüller, 1775) - Voorjaarskortvleugelmot
- Diurnea lipsiella (Denis & Schiffermüller, 1775) - Najaarsbode
- Diurnea issikii Saito, 1979